# Solanum nakurense
Solanum nakurense är en potatisväxtart som beskrevs av Charles Henry Wright. Solanum nakurense ingår i släktet skattor som ingår i familjen potatisväxter. Inga underarter finns listade i Catalogue of Life.